# ACS Applied Bio Materials
ACS Applied Bio Materials (nach ISO 4-Standard in Literaturzitaten mit ACS Appl. Bio Mater. abgekürzt) ist eine monatlich erscheinende Fachzeitschrift, die von der American Chemical Society herausgegeben wird. Die Erstausgabe erschien im Juli 2018. Die interdisziplinäre Fachzeitschrift publiziert Artikel zu allen Aspekten von Biomaterialien und Biogrenzflächen, auch im Bezug auf deren Anwendung in der Biosensorik, biomedizinischen und therapeutischen Anwendungen.
Aktueller Chefredakteur ist Professor Kirk S. Schanze von der University of Texas at San Antonio (Texas, Vereinigte Staaten).
Der CiteScore im Jahr 2022 betrug 2,5.